# 孔少林
孔少林，香港財經評論家。

## 出道
2005年在《信報》開始撰寫《原是物語》專欄，由於身份神秘，而寫作風格及觀點又跟前《原氏物語》作者原復生（蔡東豪）相近，所以很多人推測他其實是蔡東豪的另一個筆名。

## 真身
2006年4月，蔡東豪本人受《號外》雜誌訪問時表示，「孔少林」是一伙他發掘的新作者。
2007年7月，《壹週刊》找出孔少林的「真身」，證實孔少林是一個集體筆名，背後是三個由蔡東豪所發掘的新晉財經評論員，分別是曾駿傑、陳建良和梁凱同。 蔡東豪自己則擔任他們的幕後監製，負責做腦震盪（Brainstorming）和改稿工作。

## 著作
- 《原是物語》香港：上書局，2006年7月 ISBN 988-99286-1-2
- 《原是物語II》香港：上書局，2006年12月 ISBN 988-99286-2-0
- 《你敢問我敢答 財經拆局》香港：上書局，2007年7月 ISBN 978-988-99479-2-7